# Eugène Wollman
Pour les articles homonymes, voir Wollman.
Eugène Wollman est un médecin et microbiologiste français d'origine russe, né à Minsk (Empire russe) le 1er mai 1883 et mort en déportation à Auschwitz 22 décembre 1943.

## Biographie
Eugène Wollman est né à Minsk le 1er mai 1883, dans une famille juive. Il vient à Liège en 1902 pour des études d’ingénieur, puis de médecine et de biologie à l’Université de Liège, où il est reçu Docteur en médecine en 1909.
De 1906 à 1909, il est « préparateur en zoologie », assistant d’Édouard Van Beneden, célèbre zoologiste belge ayant découvert la méiose.
En 1909, il obtient une bourse pour étudier à l’Institut Pasteur de Paris, où il devient assistant en 1910 dans le laboratoire d’Élie Metchnikoff à l’Institut Pasteur à Paris. Il travaille sur les microbes amylolytiques de l’intestin grêle et s’intéresse aussi aux élevages stériles de mouches, de têtards et de cobayes.
Il épouse Elisabeth Michelis, en 1910. Ils auront trois enfants, Alice, Nadine et Élie.
Lorsqu’éclate la Première Guerre mondiale, Eugène Wollman, qui n’a pas encore reçu la nationalité française, se porte volontaire comme médecin aide-major, à Paris (hôpital du Val-de-Grâce) et sur divers fronts en Afrique et en Orient. Ses services lui valurent la Croix du combattant et lui facilitent sa naturalisation en 1922.
De 1919 à 1929, Wollman est chef de laboratoire à l’Institut Pasteur et commence l'étude du rôle des microorganismes dans la production de la vitamine A et de la vitamine B et lance ses travaux sur la protéolyse et sur la phagocytose des bactéries. En 1927, il résume dans les Annales de l'Institut Pasteur les faits expérimentaux connus sur les bactériophages et avance ses hypothèses sur leur caractère contagieux et héréditaire.
De 1929 à 1932, Eugène Wollman est Directeur scientifique à l’Institut Sanitas à Santiago-du-Chili à la demande de l’Institut Pasteur, dans le domaine de la recherche sur les bactériophages. De retour en France, en 1934, il est nommé chef de service à l’Institut Pasteur et le sera jusqu’à sa déportation en 1943.
En 1940, avec l'occupation de Paris, l'Institut Pasteur se replie sur Angers, puis Toulouse. À la demande du directeur Gaston Ramon, Eugène Wollman se porte volontaire pour rester à Paris et y continuer ses recherches sur la multiplication des bactériophages. Il crée le Service des Bactériophages au sein de l'Institut Pasteur en 1940.
Le 10 décembre 1943, des membres du service de la police, après avoir arrêté, le 4 décembre, sa femme Elisabeth à leur domicile, 12. rue Olier, dans le 15e arrondissement de Paris, viennent arrêter Eugène Wollman qui était hospitalisé à l'Hôpital Pasteur. Eugène et Elisabeth Wollman sont tous deux transférés à Drancy, puis déportés à Auschwitz par le convoi 63, le 17 décembre 1943, où ils seront assassinés à leur arrivée.

## Hommages
- Membre de la Société de biologie (1924).
- Croix du combattant
- La séance de la Société française de microbiologie (SFM), tenue le 5 décembre 1946, à l'Institut Pateur[10], est consacrée, en mémoire d'Eugène Wollman, à des travaux sur le bactériophage. Dans le cadre de cette séance, après un éloge par le président Nègre, le professeur Eduardo Cruz-Coke (en) du Chili prononce un discours en reconnaissance des services rendus par le docteur Wollman, durant son sejour au Chili à l'Institut Sanitas.
- Une plaque « À la mémoire d’Eugène et Elisabeth WOLLMAN, morts en deportation en décembre 1943, et de leur fils Élie WOLLMAN (1917-2008), tous trois pasteuriens, pionniers de la biologie moderne », apposée sur la façade du Pavillon Emile Roux de l’Institut Pasteur a été dévoilée le 23 septembre 2009, en présence de la Professeur Alice Dautry, Directrice générale de l’Institut Pasteur, et de membres de la famille Wollman[11].

## Œuvres et publications
- « La vie aseptique »
- « Sur le phénomène de d'Hérelle », in: Comptes rendus des séances de la Société de biologie et de ses filiales, 1921, vol. 84, p. 3.
- « Recherches sur la Bactériophagie (Phénomène de Twort-d'Herelle) », in: Annales de l'Institut Pasteur, 1927, tome XLI, 883.
- « Bactériophagie et processus similaires. Hérédité ou infection ? », in: Bull. Inst. Pasteur, 1928, 26:1-14.
- Bactériophagie et processus similaires, hérédité ou infection ?, 	Masson (Paris), 1928.
- Titres et travaux scientifiques, Impr. A. Maretheux et L. Pactat (Paris), 1930.
- « Bactériophagie (autolyse hérédocontagieuse) et bactériophages (facteurs lysogènes) », in: Bull. Inst. Pasteur 1934, 32:945-955.
- Bactériophagie (autolyse hérédocontagieuse) et bactériophages (facteurs lysogènes), Masson (Paris), 1935.
- (en) « The phenomenon of Twort-d'Hérelle and its significance », in: The Lancet, Volume 226, Issue 5858, 7 December 1935, p. 1312-1314.
- Alexandre Besredka (1870-1940), Masson (Paris), 1940.

En collaboration
- avec Elisabeth Wollman:

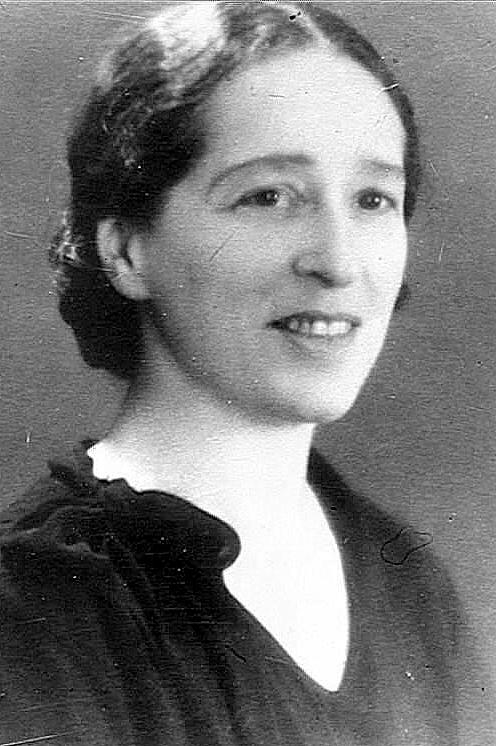
Portrait d'Elisabeth Wollman, vers 1920-1925, in: Pasteuriens et personnalités du monde médical, 1868- 1970, Institut Pasteur (Paris),.

  - « Les "phases" des bactériophages (facteurs lysogenes) », in: Comptes Rendus Hebdomadaires des Séances et Mémoires de la Société de Biologie, 124, 1937: 931–934, lire en ligne sur Gallica.
  - « Les microbes dans l'alimentation des têtards », in: Comptes rendus des séances de la Société de biologie et de ses filiales, 1915, 67, t. 78, p. 195-197, lire en ligne sur Gallica.
  - « Sur la transmission "parahéréditaire" de caractères chez les bactéries », in: Comptes rendus des séances de la Société de biologie et de ses filiales, 93, 1925: 1568-1569.
  - « Bactériophagie spontanée et dissociation du Bacillus subtilis », in: Comptes rendus des séances de la Société de biologie et de ses filiales, 1930, 82, vol. 105, t.3, p. 248-250, lire en ligne sur Gallica.
  - « Mise en liberté des bactériophages d'une souche spontanément lysogène par l'action du lysozyme »,in: Comptes rendus des séances de la Société de biologie et de ses filiales, 119 (1935): 47-50.
  - « Comportement du B. megatherium lysoglène et de son bactériophage en milieu décalcifié », in: C R Soc. Biol, 121 (1936): 302.
  - « Régénération des bactériophages chez le Bacille megatherium lysogene », in: C R Soc. Biol, 122 (1936): 190-192.
  - « Conservation de la fonction lysogène chez B. megatherium cultivé en présence de sérum antibactériophage », in: C R Soc. Biol Paris, 122 (1936): 871.
- avec Antoine Lacassagne:
  - « Évaluation de la taille relative des bactériophages par leur radiosensibilité », in: Comptes rendus des séances de la Société de biologie et de ses filiales, 131 (1939): 959-61.
  - « Recherches sur le phénomène de Twort-d'Hérelle (sixième mémoire). Évaluation des dimensions des bactériophages au moyen des rayons X », in: Ann. Inst. Pasteur, 1940, Vol. 64, p. 5-39.
  - « Évaluation des dimensions des bactériophages au moyen des rayons X », in: Annales de l’Institut Pasteur, Vol. 64. 1940, p. 4-39.

## Notes et références

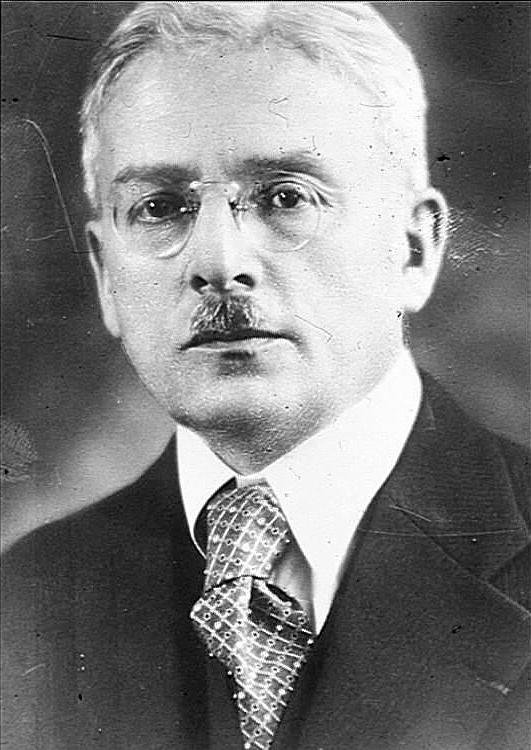